# Ki-Adi-Mundi
Ki-Adi-Mundi is een personage uit de fictieve Star Wars-wereld. Hij is een Jedi en lid van de Jediraad. Mundi is een cereaan, een humanoïde ras met een extreem hoog hoofd. In het hoofd zit een tweede hart, dat werkt voor zijn binaire hersensysteem. Ki-Adi-Mundi is in Episode I de enige Jediridder in de Jediraad. Alle anderen zijn reeds Jedimeesters. In Episode II en III is hij ook een Jedimeester.

## Episode I: The Phantom Menace
Hier zit Ki-Adi-Mundi in de Jediraad, wanneer een mogelijke Uitverkorene (Chosen One) met de naam Anakin Skywalker wordt voorgeleid door Jedimeester Qui-Gon Jinn. Meester Jinn laat Skywalker testen door de Raad. Tijdens deze test zegt Ki-Adi-Mundi dat de negenjarige jongen telkens aan zijn moeder denkt. Yoda vult aan dat er veel angst in Anakin huist en dat dit kan leiden tot haat en uiteindelijk tot lijden. Wanneer Qui-Gon terugkeert om het oordeel van de Raad te horen, is hij ontstemd wanneer ze Anakin niet tot Jedi willen laten opleiden. Toch stemmen zowel Ki-Adi Mundi als de hele Raad later voor Anakin Skywalker, wanneer Qui-Gon Jinn is omgebracht door een Sith-Lord, de grootste vijand van een Jedi. Het was Jinns laatste wens dat Skywalker zou worden opgeleid voordat hij uiteindelijk stierf in de handen van zijn leerling, Obi-Wan Kenobi.

## Episode II: Attack of the Clones
Tien jaar na Episode I zit Ki-Adi-Mundi nog altijd in de Jediraad. Hij is nu echter geen Jediridder meer, maar een Jedimeester. Er heerst dreiging in het sterrenstelsel. Sommigen zeggen dat Graaf Dooku hierachter zit, maar Mundi werpt hier tegen in dat Dooku een politieke ideologie aanhangt met de Separatisten, maar geen moordenaar kan zijn. Bovendien was Dooku ooit een Jedi. Als Obi-Wan Kenobi en zijn leerling Anakin Skywalker samen met Senator Padmé Amidala gevangen zijn genomen door de Separatisten, gaat Mundi samen met 200 Jedi naar de planeet Geonosis, waar het drietal in een Arena wordt gevoerd aan 3 gevaarlijke dieren. Als Meester Mundi arriveert, sturen de Separatisten een heel leger droids naar binnen om de Jedi te doden. Het blijkt dus toch dat Dooku een moordenaar is, wanneer vele Jedi worden gedood. Net als Mundi denkt dat alles verloren is, komt het nieuwe leger dat op mysterieuze wijze besteld is voor de Galactische Republiek: Clone Troopers. Hierop breken de Kloonoorlogen uit, waarin de Jedi en dus ook Ki-Adi-Mundi generaals worden van het Republikeinse kloonleger.

## Star Wars: The Clone Wars
Tussen Episode II en III vinden de Kloonoorlogen (Star Wars: The Clone Wars) plaats. Ki-Adi-Mundi voert als een generaal zijn Clone Troopers aan in de strijd. Wanneer op Geonosis weer droids worden gefabriceerd, moeten deze worden vernietigd. Samen met Jedigeneraals Obi-Wan Kenobi, Anakin Skywalker, Luminara Unduli en de jonge Padawans (Jedi-Leerlingen) Ahsoka Tano en Bariss Offee wordt een groot offensief begonnen tegen de droidlegers van Graaf Dooku.

## Episode III: Revenge of the Sith
Na drie jaar van dienen in het Kloonleger, zit Meester Mundi niet vaak meer op zijn stoel in de Jediraad. In Episode III trekt hij met gespecialiseerde Clone Troopers naar de planeet Mygeeto, waar hij vocht tegen het leger van de Separatisten/Confederatie van Onafhankelijke Systemen. Wanneer Bevel 66 werd gegeven door de Kanselier (Palpatine) van de Republiek beginnen de Clone Troopers onder bevel van Clone Commandant Bacara op hem te schieten. Clone Troopers kregen hierbij te horen dat alle Jedi vijanden waren van de Republiek: daarom moesten Mundi en de Jedi worden omgebracht. In feite was het de wraak van de Sith, de grootste vijanden van de Jedi. Na een paar schoten te hebben afgeweerd met zijn lichtzwaard werd Ki-Adi-Mundi alsnog geraakt door het inkomende laservuur en sneuvelde daarbij. Naast Meester Mundi werden ook andere Jedi op grote schaal vermoord door de eigen Clone Troopers.

## Trivia
- Silas Carson, de acteur die Ki-Adi-Mundi vertolkt, speelt ook de onderkoning van de Handelsfederatie (Trade Federation): Nute Gunray.
- Ki-Adi-Mundi is naast de bekende Jedi Yoda, Mace Windu, Plo Koon en Obi-Wan Kenobi het enige Jediraadslid die dialogen heeft in Episode I, II en III.
- Een jongere Ki-Adi-Mundi met een zwarte baard verschijnt als een cameo in de vierde aflevering van de Disney+-televisieserie The Acolyte uit 2024. Hierin wordt hij gespeeld door Derek Arnold.